# Риу-Майор (район)
Риу-Майор (порт. Rio Maior) — район (фрегезия) в Португалии, входит в округ Сантарен. Является составной частью муниципалитета Риу-Майор. По старому административному делению входил в провинцию Рибатежу. Входит в экономико-статистический субрегион Лезирия-ду-Тежу, который входит в Рибатежу. Население составляет 11 532 человека на 2001 год. Занимает площадь 82,94 км².